# Наеталь-Вальдау
Наеталь-Вальдау (нім. Nahetal-Waldau) — громада в Німеччині, розташована в землі Тюрингія. Входить до складу району Гільдбурггаузен.
Площа — 32,97 км2. Населення становить Невірний параметр metadata 16 069 059 ос. (станом на 31 грудня 2021).